# Town and Country (Washington)
Town and Country az Amerikai Egyesült Államok északnyugati részén, Washington állam Spokane megyéjében elhelyezkedő statisztikai település. A 2010. évi népszámlálási adatok alapján 4857 lakosa van.

## Népesség
A 2010-es népszámláláskor  4857 lakója, 1994 háztartása és 1316 családja volt. A népsűrűség 1349,2 fő/km2. A lakóegységek száma 2066, sűrűségük 573,9 db/km2. A lakosok 88,6%-a fehér, 1,5%-a afroamerikai, 1,2%-a indián, 1,2%-a ázsiai, 1,7%-a a Csendes-óceáni szigetekről származik, 2%-a egyéb, 3,8%-a pedig kettő vagy több etnikumú. A spanyol vagy latino származásúak aránya 4,8% (3,9% mexikói,  0,1% kubai, 0,9% egyéb spanyol vagy latino származású.)
A háztartások 26,4%-ában élt 18 évnél fiatalabb. 46,8% házas, 13,4% egyedülálló nő, 5,8% egyedülálló férfi, 34% pedig nem család. 28,1% egyedül élt; 13,3%-uk 65 éves vagy idősebb. Egy háztartásban átlagosan 2,44 személy élt; a családok átlagmérete 2,96 fő.
A medián életkor 40,2 év volt. Lakóinak 23,1%-a 18 évesnél fiatalabb, 6,1% 18 és 24 év közötti, 24,2%-uk 25 és 44 év közötti, 25,4%-uk 45 és 64 év közötti, 19,2%-uk pedig 65 éves vagy idősebb. A lakosok 47,9%-a férfi, 52,1%-a pedig nő.